# Ribera de Vingrau
La Ribera de Vingrau és un curs d'aigua de la Catalunya del Nord, a la comarca del Rosselló, en els termes comunals de Vingrau i de Talteüll.
Es forma a prop i al sud-oest del poble de Vingrau per la unió del Còrrec de Casanova, que discorre per l'oest de la població, i del Còrrec de la Figuerassa, que hi fa pel costat est. Des d'aquell indret davalla marcant profunds meandres cap al sud - sud-oest, entre la Clotada i la Millera, fins que al cap de poc entra en terme de Talteüll, a prop i al sud de la Cauna de l'Aragó, on s'aboca en el Verdoble.